# Augusta La Torre
Pour les articles homonymes, voir La Torre.
Augusta Deyanira La Torre Carrasco, née à Huanta le 29 août 1946 et morte au Pérou le 14 novembre 1988, également connue sous le nom de camarade Norah, est une maoïste péruvienne connue comme numéro deux du groupe terroriste du Sentier lumineux.
L'influence d'Augusta La Torre sur son mari, le fondateur du Sentier lumineux Abimael Guzmán, fait qu'elle est créditée d’avoir établi l’égalité pour les femmes en matière de participation au sein de l’organisation révolutionnaire, et au cours de ses actions militantes. 

## Débuts
Augusta La Torre est née à Huanta en 1946. Fille du chef du parti communiste Carlos La Torre Córdova et de Delia Carrasco, « elle a grandi dans une famille où l'activité politique, l'adhésion au parti et les manifestations contre l'État péruvien étaient monnaie courante, ce qui fait qu'il n'est pas surprenant qu'elle aussi soit entrée dans la politique radicale ». Elle a rejoint le Parti communiste péruvien en 1962 à l'âge de 17 ans. Elle a rencontré Abimael Guzmán, professeur de philosophie, par l'intermédiaire de ses parents. Guzman était un invité régulier chez eux à Ayacucho, rencontrant le père de La Torre pour discuter de politique. En février 1964, elle épousa Abimael Guzman. Augusta La Torre a également encouragé Abimael Guzman à établir le Mouvement populaire des femmes à Ayacucho en 1965. Elle a été active au sein de l'organisation politique maoïste Bandera Roja (Drapeau rouge) et a aidé à fonder le Socorro Popular del Peru (Secours populaire). 

## Sentier lumineux

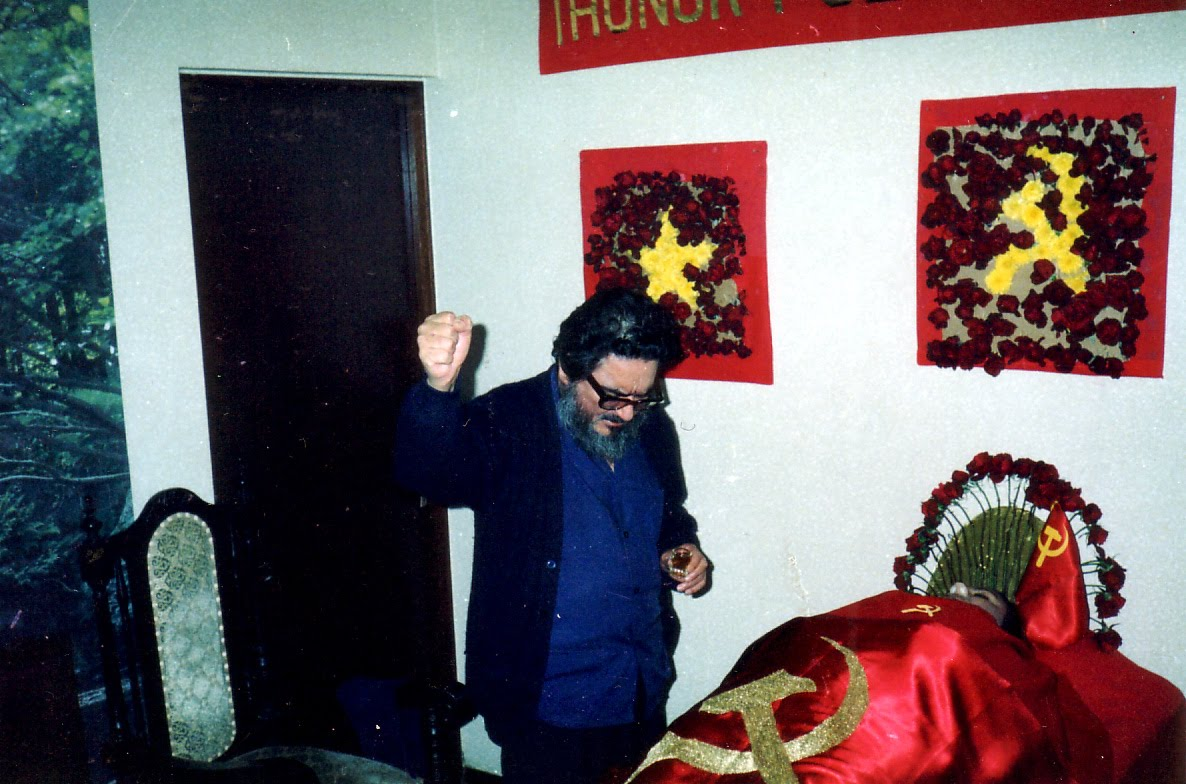
Abimael Guzmán avec le poing levé à l'enterrement d'Augusta La Torre.

Augusta La Torre a contribué à aider Abimael Guzman à créer le Sentier lumineux (Sendero Luminoso),. Elle a mené la première offensive du mouvement le 24 décembre 1980. Elle s'est cachée avec Abimael Guzman en 1978 et est décédée en novembre 1988, bien que les circonstances de sa mort restent floues. Elle a été remplacée en tant que numéro deux du Sentier lumineux par la seconde épouse d'Abimael Guzman, Elena Iparraguirre (en),.